# Formació Omo Kibish
La Formació Omo Kibish, o simplement Formació Kibish, és una formació rocosa del sud d'Etiòpia. El seu nom prové del jaciment arqueològic d'Omo Kibish al riu Omo, on es va estudiar per primera vegada. Omo-Kibish I és un dels esquelets d'Homo sapiens anatòmicament més antics que es coneixen, amb una datació d'uns 196±5 milers d'anys.
La Formació Omo Kibish i la seua rodalia contenen alguns dels primers exemples de restes fossilitzades d'humans i australopitecins i estris de pedra. Richard Leakey, al 1967, hi va descobrir algunes de les restes més antigues d'Homo sapiens, humans anatòmicament moderns. Abans es creia que la variant sapiens tenia al voltant de 125.000 anys; tanmateix, recerques més recents indiquen que poden datar-se de fa aproximadament 199.500 anys, i les troballes del 2017, Djebel Irhoud 10 i 11 han retardat fins als 315± 34 ka l'aparició d'humans anatòmicament moderns.